# Nadzieja Stolar
Nadzieja Hienadzjeuna Stolar (biał. Надзея Генадзьеўна Столяр, ur. 11 stycznia 1996 w Baranowiczach) – białoruska siatkarka, grająca na pozycji środkowej w drużynie Minczanka Mińsk, reprezentantka kraju.
W 2013 roku w parze z Waleryją Babienką wywalczyła mistrzostwo Białorusi w siatkówce plażowej. Od 2016 roku jest zawodniczką Minczanki Mińsk, z którą dotarła do finału Pucharu CEV w sezonie 2017/2018. Wraz z reprezentacją Białorusi zagrała w mistrzostwach Europy w 2021 roku, zajmując dziewiąte miejsce.

## Sukcesy klubowe
Mistrzostwa Białorusi:
- 2017, 2018, 2019, 2020, 2021[4]

Puchar Białorusi:
- 2017, 2018, 2019, 2020[4]

Puchar CEV:
- 2018